# 福島正光
福島 正光（ふくしま まさみつ、1925年 - ）は、日本の翻訳家、ライター、コピーライター。
自民党宏池会のライターとして活動し、大平正芳に近かった。

## 来歴
東京生まれ。東京外国語大学ロシア語科中退。出版社の単行本や雑誌の編集者、PR会社制作部長を経て） 1960年に至誠堂取締役編集部長。1970年に麹町企画取締役。

## 著書
- 『あるたばこマンの生涯』（坂元晃佑伝記刊行委員会） 1978.2.

## 翻訳
- 『エグゼクティブ 現代を管理する人々』（E・ジェニングス、ダイヤモンド社） 1963
- 『東方への私の旅 リフの山々から中国へ』（V・シーン、平凡社、東洋文庫） 1964、ワイド版 2003
- 『現代のセックス キンゼイ以後』（タイム誌編集部編、タイム ライフ インターナショナル） 1968
- 『自動車王フォード』（ソレンセン、角川文庫） 1969
- 『第二の心臓』（フィリップ・ブレイバーグ、タイムライフインターナショナル タイムライフブックス） 1969
- 『フィデル・カストロ』（エンリケ・メネセス、角川書店、角川選書） 1969
- 『コングロマリット ソーントンの戦略』（ビアン・レイ、河出書房新社） 1970
- 『灰色の宰相 政治における信仰の破産』（オルダス・ハックスリ、フジ出版社） 1970
- 『富豪と大富豪 現代における富の力の研究』（ファーディナンド・ランドバーク、石川博友共訳、早川書房） 1974
- 『痙攣経済白書』（アルヴィン・トフラー、河出書房新社） 1976 / 改題『エコスパズム』（中公文庫） 1982
- 『ザ・ジャパニーズ・トゥデイ』（エドウィン・O・ライシャワー、文藝春秋） 1990.1
- 『フルシチョフ 封印されていた証言』（ジェロルド・シェクター、ヴャチェスラフ・ルチコフ編、草思社） 1991.4
- 『父フルシチョフ解任と死』上・下（セルゲイ・フルシチョフ、ウィリアム・トーブマン編、草思社） 1991.11
- 『ニクソン わが生涯の戦い』（リチャード・ニクソン、文藝春秋） 1991.10
- 『変革の時をつかめ』（リチャード・ニクソン、文藝春秋） 1992.8
- 『KGBの内幕 レーニンからゴルバチョフまでの対外工作の歴史』上・下（クリストファー・アンドルー, オレク・ゴルジエフスキー、文藝春秋） 1993.12

### C・N・パーキンソン
- 『かねは入っただけ出る』（C・N・パーキンソン（英語版）、至誠堂） 1962
- 『パーキンソンの成功法則』（C・N・パーキンソン、至誠堂） 1963
- 『東洋と西洋 パーキンソンの歴史法則』（C・N・パーキンソン、至誠堂） 1964
- 『パーキンソンの第2法則 かねは入っただけ出る』（C・N・パーキンソン、至誠堂新書） 1965
- 『パーキンソン氏の風変りな自伝』（C・N・パーキンソン、至誠堂） 1966
- 『パーキンソンの政治法則』（C・N・パーキンソン、伊藤慎一共訳、至誠堂） 1967
- 『のこされた荷物 マルクスからウイルソンまで』（C・N・パーキンソン、至誠堂） 1968